# Elfriede Klemmert
Elfriede Klemmert, geb. Hamelbeck (* 21. Dezember 1924 in Bonn; † 13. April 2022 ebenda), war eine deutsche Politikerin der CDU.

## Leben
Nach dem Abitur 1942 und dem anschließenden Reichsarbeitsdienst studierte Klemmert, die römisch-katholischen Glaubens war, Rechts- und Staatswissenschaften in Bonn, Köln und Straßburg. 1947 bestand sie das Referendarexamen und 1951 die Große Juristische Staatsprüfung. Anschließend war sie als Notarassessorin und von 1957 bis 1997 als Notarin tätig. Ab 1959 war sie verheiratet. Ihr Ehemann Oskar Klemmert (1925–2010) war Oberbürgermeister von Kitzingen (1958–1967) und Leiter der Vertretung des Freistaates Bayern beim Bund (1968–1988).
Schon kurz nach dem Zweiten Weltkrieg trat Klemmert der Jungen Union in Bonn bei. Sie war zunächst Kreisvorsitzende der JU in Bonn. Ab 1955 war sie stellvertretende Landesvorsitzende der JU im Rheinland und Mitglied des Bundesvorstandes.
1954 trat sie der CDU bei, schon bald gehörte sie dem Landesausschuss der CDU im Rheinland an. 1956 wurde sie Stadtverordnete in Bonn. Von 1957 bis 1961 gehörte sie dem Deutschen Bundestag an.
Seit dem Tod von Hanns Theis am 22. Dezember 2020 war sie die letzte lebende Abgeordnete der dritten Wahlperiode des Bundestages und seit dem Tod von Klaus Immer ab dem 8. Februar 2022 die älteste lebende frühere Bundestagsabgeordnete.

## Ehrungen
- Bundesverdienstkreuz am Bande (20. Juni 1984)[2]